# 楊德幹
楊德幹（？—684年），唐朝华阴人。右卫将军杨虔威的儿子。堂侄（叔父的孙子）杨炯。
杨德幹为官酷烈，咸亨初年，担任洛阳县令时，杖杀人以立威，洛州长史贾敦实劝他：“政在养人，伤生过多，虽能，不足贵也。”杨德幹后来历任泽州、齐州、汴州、相州四州刺史，有威名。当时人们说：“宁食三斗炭，不逢杨德幹。”一说“宁食三斗蒜，不逢杨德幹。”杨德幹担任汴州刺史时，宋州刺史权怀恩路过汴州，杨德干送他出郊。权怀恩见汴桥新成，中途立木禁止过车。对杨德干说：“说一句不就行了，用木头干什么？”杨德幹非常惭愧，时议以为杨德幹不如权怀恩。武则天临朝时，杨德幹的儿子杨神让与徐敬业一起起兵反武，父子全被处死。